# Synagoge (Saint-Dizier)

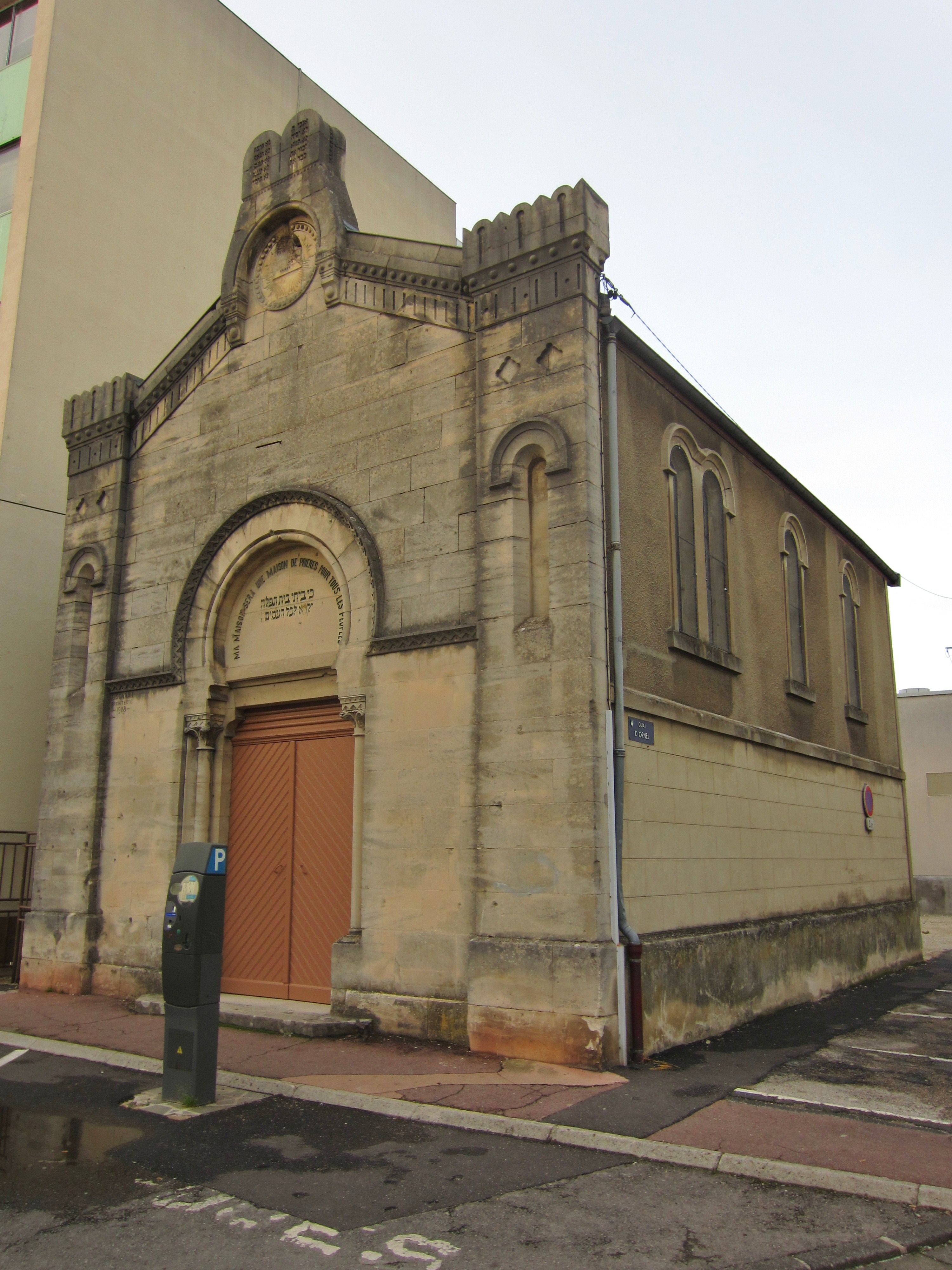
Synagoge in Saint-Dizier (2011)

Die Synagoge in Saint-Dizier, einer französischen Stadt im Département Haute-Marne in der Region Lothringen, wurde 1867 auf dem Gelände der Brauerei du Fort-Carré gebaut und 60 Jahre später Stein für Stein abgetragen und an der neuen Stelle, heute Rue du Maréchal de Lattre de Tassigny, wieder aufgebaut.
Die Synagoge im Stil des Historismus war von 1974 bis 2011 für den Gottesdienst geschlossen. Nach der Renovierung wurde sie am 18. Dezember 2011 feierlich wiedereröffnet.